# Black metal
A black metal a metálzene egyik alstílusa. Jellemzői a gyors tempó, a károgó ének, az erősen torzított gitárok és ezek gyors pengetése (tremoló pengetés), a szándékosan rossz hangzás (necro-sound), a minimalizmus és akár a disszonancia is, és a hangulatra, atmoszférára helyezett hangsúly. Az előadók gyakran használnak hullasminket (corpsepaint) és művészneveket.

## Első hullám
A nyolcvanas években néhány zenekar, a thrash metal, a death metal és némi hardcore punk által inspirálva egy még sötétebb és még agresszívabb zenét kezdett el játszani, belőlük keletkezett a black metal első hulláma. Maga a kifejezés is a Venom ugyanezen című második lemezétől származik, további fontos zenekarok még a károgós éneket "feltaláló" svéd Bathory, a svájci Hellhammer és Celtic Frost és a magyar illetőségű Tormentor.

## Második hullám
A néhány évig tartó második hullám a kilencvenes évek elején indult el, Norvégiában, olyan főbb zenekarokkal, mint a Darkthrone, a Burzum és a Mayhem; ugyanakkor néhány fontos svéd zenekar is ekkoriban alakult, mint például a Marduk, a Dissection és a Nifelheim. A korszak hírhedtségét a zenészek antiszociális hozzáállásának, a templomgyújtogatásoknak és gyilkosságoknak köszönheti.

## A második hullám után
A második hullám médiasikereinek hatására a black metal elkezdett terjedni, eredeti szellemiségétől egyre inkább eltávolodva. Egyes zenekarok nagy kiadókhoz szerződtek, nagy turnékat csináltak, és "profi" lemezeket készítettek – éppen azt, amit a második hullám zenészei megvetettek. A legnagyobb sikereket a szimfonikus black metal zenekarok érték el, mint a Dimmu Borgir és a Cradle of Filth.

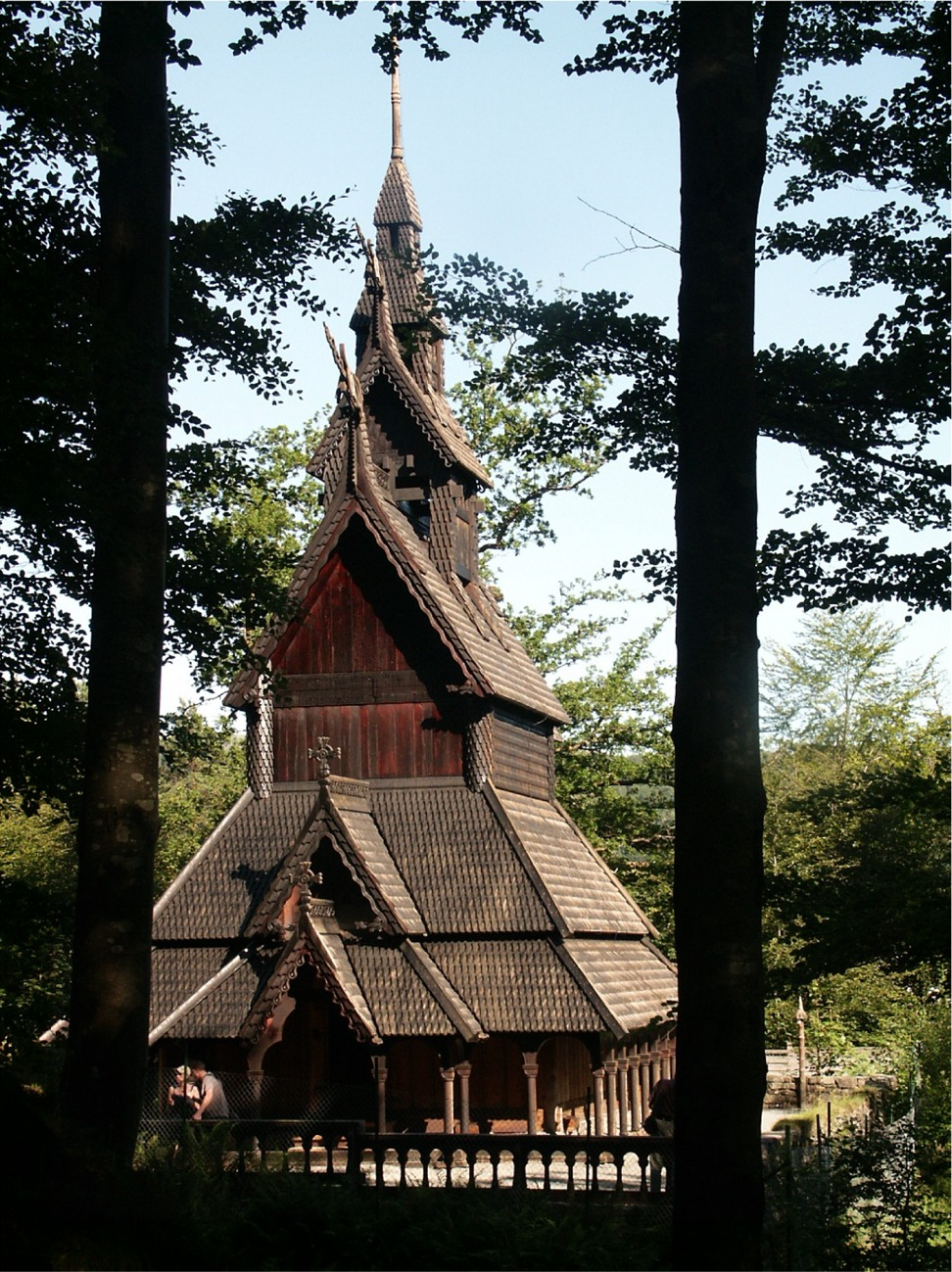
A bergeni Fantoft fatemplom, a templomgyújtogatások egyik első "áldozata"

## Magyar zenekarok
Legismertebb – a fenti Tormentor mellett – az 1993-ban alakult szombathelyi Sear Bliss, mely nemzetközi elismerést vívott ki magának, rézfúvósokkal erősített, különleges zenéjével. Ismertebbek még a Frost, az Ahriman, az Aornos, a Bornholm, a Christian Epidemic, a Dusk, a Funebre, az Athame, és a Baskíria.

## Alstílusok
Bár a black metal minimalista zenének indult, a későbbi zenekarok már mindenféle stílust színesítettek vele, vagy éppen más stílussal színesítették, egyesek pedig külön alstílust is létrehoztak. A besorolást nem kell túl szigorúan venni, egy zenekar akár többe is beletartozhat, és sokszor nehéz is köztük különbséget tenni.
- atmospheric black metal – Másik nevén ambient black metal. Itt még sokkal inkább a hangulat és az atmoszféra a lényeg. Pl. Negura Bunget és Ygg.
- avantgarde (black) metal – A black metal-tól indult, bővelkedik szintetizátorok használatában és dallamokban, zenei sokféleségben. Pl. Arcturus, Solefald, Sigh.
- black & roll – Black metal némi rock-os attitűddel előadva. Pl. Kvelertak, Vreid.
- blackened death metal – A death és a black metal keveréke. Pl. Behemoth, Belphegor.
- blackened doom metal – A doom metal és a black metal keveréke. Pl. Katatonia.
- depressive black metal – Hosszabbik nevén depressive suicidal black metal (DSBM). Mint azt a neve is mutatja, itt a depresszív hangulat uralkodik. Pl. Shining, About Abortions.
- szimfonikus black metal – Szimfonikus zenei elemeket tesz bele a black metal-ba. Pl. Emperor és Dimmu Borgir.
- industrial black metal – Industrial elemeket tesz bele a black metal-ba. Pl. Aborym.
- epic black metal – Természetesen epikus hangulat és zeneiség jellemzi. Pl. Summoning, Bal-Sagoth.
- melodic black metal – Itt nyilván több teret kap a dallamosság, de kevésbé hangsúlyos a szimfonikus megszólalás. Pl. Windir, Borknagar, Dissection, Old Man's Child, Taranis.
- pagan metal – A kereszténység előtti hagyományok által inspirált szövegvilág, gyakran népzenei hatások is jellemzik. Pl. Primordial, Moonsorrow.
- raw black metal – Nyers, egyszerű és lényegre törő stílus; a kifejezés tulajdonképpen a sokféle "dallamos" zenekartól való megkülönböztetés miatt jött létre. Pl. Satanic Warmaster.
- progresszív black metal – Progresszív rock-os hatások jellemzik, illetve nem ritka a tiszta ének és a dallamosság sem. Hasonló az avantgarde metal-hoz, de annál kevésbé kísérletezős stílus. Pl. Enslaved.
- viking metal – Az északi mitológia által ihletett szövegek és epikus zene jellemzik. Pl. Bathory, Enslaved, Einherjer, Falkenbach, Kampfar.
- sognametal – Egy kis norvégiai falu, Sogndal népi kultúrájából (is) merít inspirációt, első és legfontosabb képviselője a Windir. További zenekarok a Vreid, a Cor Scorpii, a Mistur, a Feigd és a Sygtir.

További, kevésbé elterjedt alstílusok a blackened crust (a black metal és a crust punk közös leágazása, pl. Iskra), a shoegaze által is inspirált blackgaze és az "elszállós" post black metal (e kettőre példa az Alcest, utóbbira a Sólstafir) és a war metal (másként war black metal, pl. Beherit). A szokatlan ötleteké az experimental black metal, például a szövegekben növényekkel foglalkozó és gitárok helyett (torzított) cimbalmot használó Botanist. Ha valamilyen stílust a black metallal színesítenek, általában a blackened jelzőt teszik elé, így létezik még például blackened thrash metal (pl. Aura Noir) is.
A viking és az avantgarde metal annyira kilép a black metal-ból, hogy már önálló stílusnak tekinthető (és ez fokozottan igaz a folk-metal-ra is), a pagan metal pedig nem kifejezetten egy zenei stílus, hanem inkább a hozzáállásra és a szövegvilágra utal.

## Ideológia
A black metal zenészek jellemzően elutasítják a többséget és a modern társadalmat, emberkerülőek, megvetik a vallásokat (elsősorban a kereszténységet) és a birkaszellemet. Néhányan sátánistának vallják magukat, bár ezt többnyire csak polgárpukkasztásból teszik. Általában elutasítják azt, aki nem így gondolkodik és mégis black metal-osnak mondja magát, például a keresztény black metal (másik nevén unblack metal) zenészeket.
Némelyek elvetik a sátánista jellegű megnyilvánulásokat és történelmi, mitológiai témákhoz fordulnak, vagy éppen népi hagyományokhoz (folklór), de nagyon gyakori a természet iránti tisztelet is. A Bathory alapítója, Quorthon egy interjúban így fogalmazott:

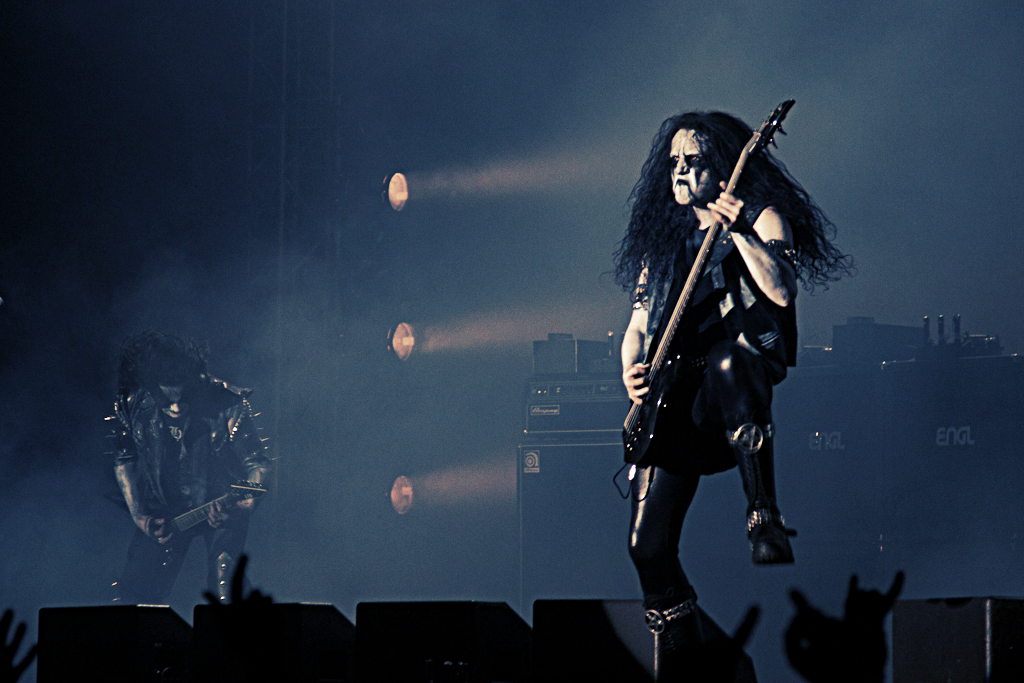
A második hullám egyik legfontosabb zenekara, az Immortal, 2011-ben

„[...] az északi téma természetes úton jött. Nem csak azért, mert a Bathory egy svéd zenekar volt, és úgy éreztük, hogy ez természetszerű megoldás a származásunk miatt. Ez egy nagyon erős érzése volt annak is, hogy az egész keresztény és vallásos fost teljes egészében figyelmen kívül akartuk hagyni, és egy olyan kultúrát és világot választani, amelyik itt Északon nagyon is valóságos volt, a kereszténység 11. századi érkezését megelőzően. Olyan volt, mint rámutatni vagy ellenkezni az egész keresztény dologgal, de anélkül, hogy annak egy eszközét használnánk, azaz a Sátánt és a sátánizmust. Olyan volt, mint támadni a kereszténységet egy másik szempontból, és a származásunkat használva fegyverként. [...] elkezdtem a lehető legtöbbet olvasni a Sátánról és a sátánizmusról, stb. Amikor befejeztem, úgy döntöttem, hogy a lehető legtöbbet el fogom olvasni a kereszténységről is. Végül realizáltam, hogy ez az egész csak vallásos hókusz-pókusz. Képtelen voltam tovább csinálni. [...] A sötét és gonosz témák választása nem egy állásfoglalás volt, nem egy hivatalos nézőpont, vagy egy személyes ideológia kifejeződése. Nem is a gonosz vagy a sátánizmus mellé állás. Egy egészen egyszerű módja volt a kereszténységre való reflexiónak, hogy provokáljuk, hogy bosszantsuk, és hogy idegesítsük azokat a "mindenek felett álló" és "mindentudó" keresztényeket, az egyházat és az egész diktatórikus keresztény hitet.”

– Quorthon

## Fontosabb dokumentumfilmek
- True Norwegian Black Metal (2007)
- Once Upon a Time in Norway (2007)
- Pure Fucking Mayhem (2009)
- Until the light takes us (2009)
- Lords of Chaos (2018)

## További zenekarok
- Gorgoroth
- Immortal
- Limbonic Art
- Sargeist
- Ulver

## Fordítás
Ez a szócikk részben vagy egészben  a   Black metal című angol Wikipédia-szócikk fordításán alapul.  Az eredeti cikk szerkesztőit annak laptörténete sorolja fel. Ez a jelzés csupán a megfogalmazás eredetét és a szerzői jogokat jelzi, nem szolgál a cikkben szereplő információk forrásmegjelöléseként.